# La Cabanasse
La Cabanasse là một xã thuộc tỉnh Pyrénées-Orientales trong vùng Occitanie phía nam Pháp. Xã này nằm ở khu vực có độ cao trung bình 1511 mét trên mực nước biển.